# Arkady Naiditsch

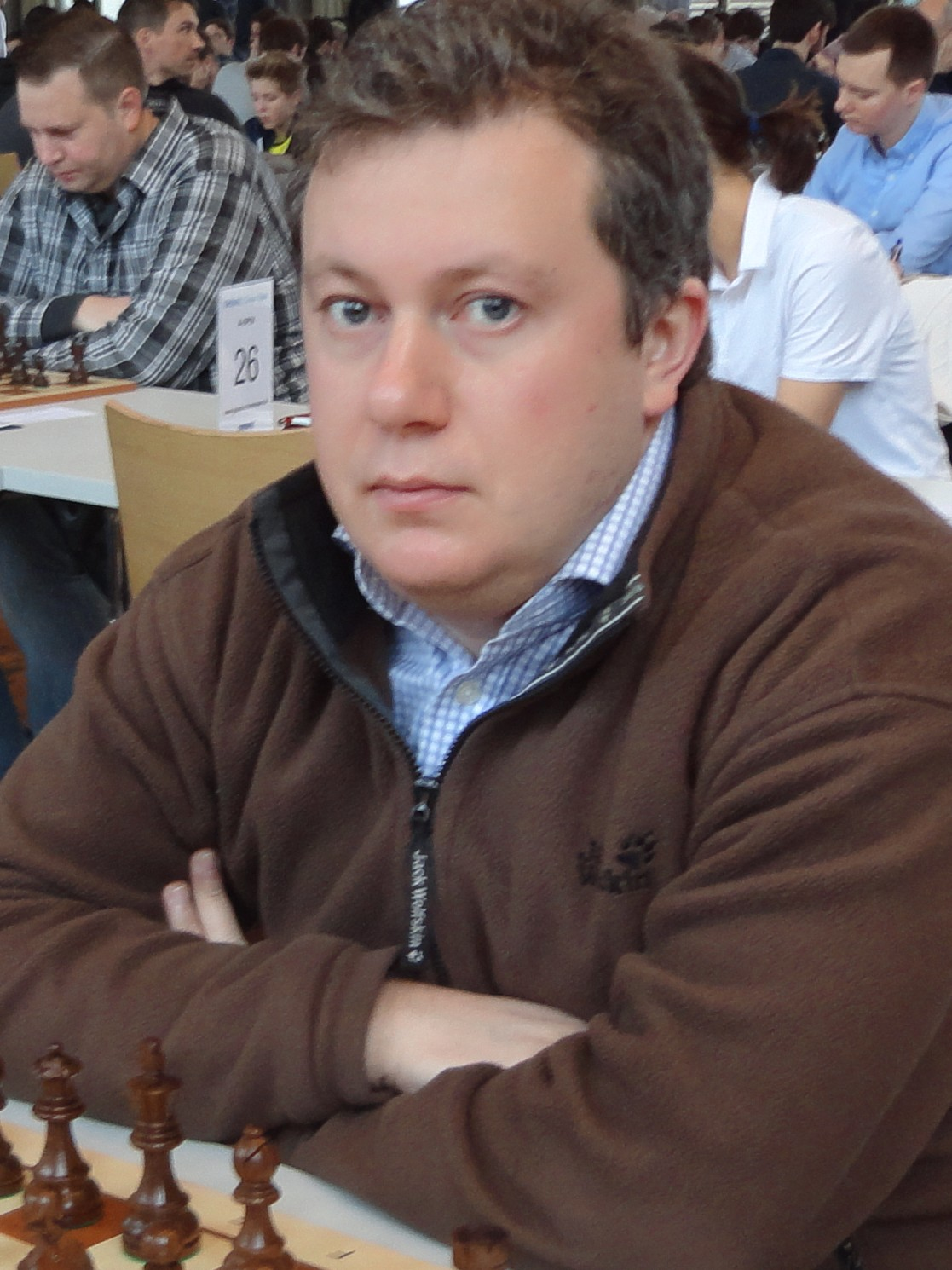
Arkady Naiditsch, 2016

Arkady Naiditsch (Riga, 25 oktober 1985) is een schaker en grootmeester. Vroeger speelde hij voor Duitsland, maar sinds 2015 komt hij uit voor Azerbeidzjan.
Naiditsch leerde op vijfjarige leeftijd van zijn vader schaken. Ook deed hij aan ijshockey. In 1995 werd hij in Verdun Europees jeugdkampioen in de categorie tot 10 jaar. Ook werd hij tweede bij de wereldkampioenschappen voor junioren. In 1996 verhuisde Naiditsch met zijn familie van Riga naar Dortmund. Hij werd lid van de schaakvereniging Schachfreunden Dortmund-Brackel.  
Naiditsch werd getraind door diverse grootmeesters en behaalde in 1999 de titel Internationaal Meester (IM). Bij de Dortmunder Schaakdagen in 2001 werd de 15-jarige gepresenteerd als jongste Duitse grootmeester (GM).
Reeds in 2003 nam hij in Dortmund deel aan de Dortmunder Schaakdagen. Weliswaar eindigde hij als laatste, maar hij toonde aan het hoge niveau aan te kunnen.
Op 25 juli 2015 werd bekend dat Naiditsch ging overstappen naar de Azerbeidzjaanse Schaakbond. De Duitse Schaakbond bevestigde de overstap op 30 juli 2015.

## Carrière

### Individuele resultaten

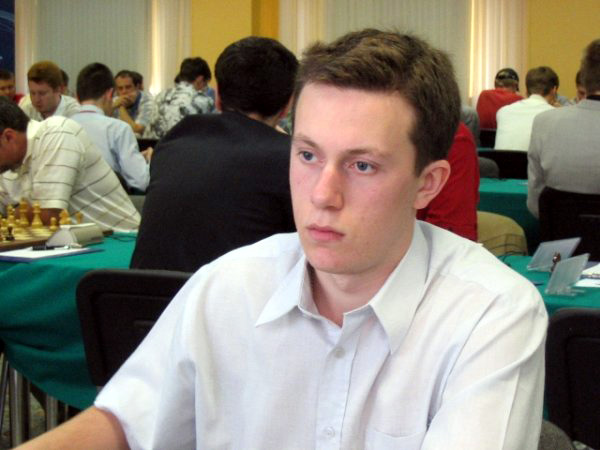
Arkady Naiditsch, 2005

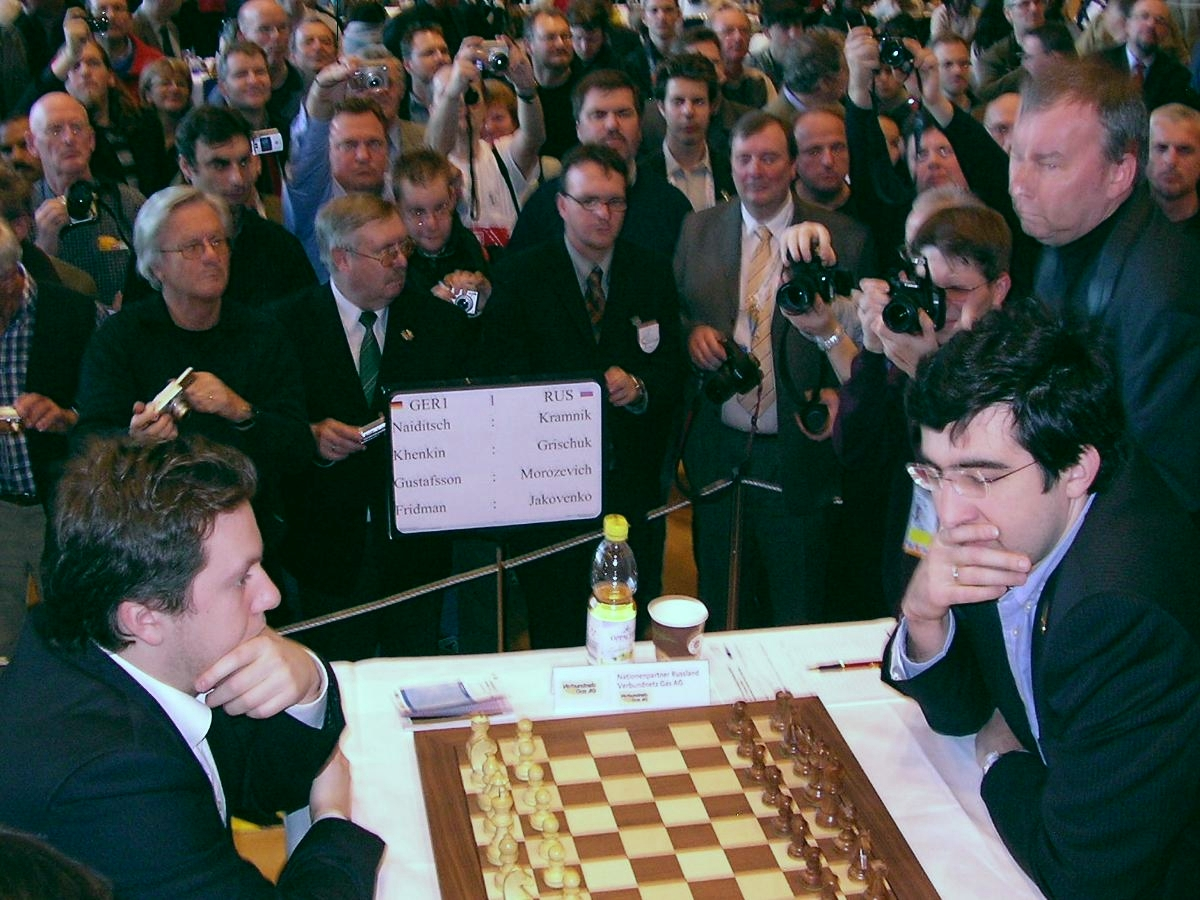
Naiditsch - Kramnik, omringd door fotografen, Schaakolympiade 2008

Het belangrijkste resultaat van Arkady Naiditsch Naiditschs is het met 5.5 pt. uit 9 winnen van de Dortmunder Sparkassen Chess Meeting 2005, waaraan onder meer werd deelgenomen door Vladimir Kramnik, Péter Lékó, Veselin Topalov en Michael Adams (na de tiebreak eindigde Veselin Topalov met 5 punten op de tweede plaats en Etienne Bacrot werd derde met vijf punten). In oktober 2005 speelde hij mee in het toernooi om het NK Rapidschaak (open) dat in Vlaardingen verspeeld werd; hij eindigde met 8 uit 9 op de eerste plaats.
In 2007 werd Naiditsch in Bad Königshofen kampioen van Duitsland. In mei 2007 won hij het Open "President’s Cup" toernooi in Bakoe.
In april 2009 bereikte hij, als eerste en enige voor Duitsland spelende schaker, de grens van 2700 Elo-punten.
In 2010 won hij in Moekatsjeve met 3.5 - 2.5 een match tegen Zachar Jefimjenko. In april 2011 won Arkady Naiditsch met 8.5 uit 9 het Neckar-Open (voor Arik Braun en David Baramidze).
In 2013 won hij de B-Groep van het grootmeestertoernooi bij het Tata Steel-toernooi.
In oktober 2016 werd hij derde bij het Isle of Man International Masters toernooi.

### Nationale teams
Bij de Schaakolympiade 2006 maakte Naiditsch deel uit van het Duitse team en behaalde aan bord 1 zes punten uit zes partijen. Ook bij de Schaakolympiade 2008 speelde hij aan bord 1, hij behaalde 5.5 pt. uit 10 partijen. Voorafgaand aan de Schaakolympiade 2010 uitte hij in een open brief scherpe kritiek op het functioneren van de Duitse Schaakbond en trok zijn deelname in.
In november 2011 won het Duitse nationale team met Arkady Naiditsch aan bord 1 voor de eerste keer het Europees schaakkampioenschap voor landenteams. Vanwege zijn herhaalde kritiek op bondstrainer Uwe Bönsch, besloot het bestuur van de Duitse schaakbond op 28 november 2011, Naiditsch vooralsnog terug te trekken uit het nationale team, maar liet hem alsnog in mei 2012 deel uitmaken van het team dat deelnam aan de Schaakolympiade 2012.
Bij de Schaakolympiade 2014 in Tromsø won hij van regerend wereldkampioen Magnus Carlsen.

### Schaakverenigingen
In de Duitse bondscompetitie speelde hij tot 2007 aan het eerste bord voor TSV Bindlach-Aktionär waarmee hij in 2006 promoveerde naar de hoogste competitiegroep. Sinds seizoen 2007/08 speelt Naiditsch voor de OSG Baden-Baden. In zijn eerste seizoen voor OSG Baden-Baden won hij de Duitse beker voor clubteams en het Duitse kampioenschap voor clubteams (tot 2015 volgden er nog 7 overwinningen).
Ook in Frankrijk speelt Naiditsch voor schaakverenigingen: eerst voor Clichy-Echecs 92 en voor Marseille Echecs, waarmee hij in 2011 kampioen van Frankrijk werd, sinds seizoen 2014/15 voor Bischwiller, waarmee hij in 2015 kampioen werd.
In Hongarije speelt hij voor Aquaprofit-NTSK waarmee hij in 2009, 2010, 2011, 2012, 2014, 2015 en 2016 kampioen van Hongarije werd.
In Kroatië speelt hij voor Liburnija Rijeka en in China voor Jiangsu, waarmee hij in 2014 kampioen van China werd. In Nederland won hij in 2007 de Meesterklasse met Share Dimension Groningen, in België werd hij in 2004, 2005 en 2006 competitiewinnaar met KSK 47 Eynatten, en in 2013 met Schachfreunde Wirtzfeld. In de Spaanse competitie speelde hij in 2005 voor CA Eborajedrez Talavera, in 2011 voor CA Colegio Marcote-EIKM Mondariz en 2013, 2015 en 2016 voor Gros XT.
Aan de European Club Cup nam hij deel in 2003 en 2005, met de KSK 47 Eynatten, in 2004 met Tiendas UPI, in 2006 en 2007 met Clichy-Echecs 92, van 2008 tot 2012 met de OSG Baden-Baden en in 2014 met Gros XT. Met het verenigingsteam was de tweede plaats in 2008 zijn belangrijkste resultaat, in 2004 en 2011 behaalde hij met zijn individuele score een tweede plaats, in 2005, 2008 en 2009 behaalde hij met zijn individuele score een derde plaats.

### Auteurschap
Hij behoorde tot de auteurs van de tussen maart 2011 en januari 2013 verschenen boekenreeks Chess evolution, waarin partijen worden geanalyseerd die openingstheoretisch van belang zijn.

## Persoonlijk
In 2005 verkreeg Naiditsch een Duits paspoort.
Arkady Naiditsch heeft drie zussen, die ook getalenteerd schaken, en deelnamen aan de Duitse jeugdkampioenschappen. Sinds 2008 hebben ze echter niet meer in toernooien gespeeld.
Naiditsch is een intensief beoefenaar van karate, zijn niveau is 5 kyu (1e blauwe band).
In oktober 2014 trouwde hij met de Israëlische schaakster Yuliya Shvayger, internationaal meester bij de vrouwen (WIM).